# 오스만 제국의 역사
오스만 제국은 1299년 오스만 1세(Osman I)가 동로마 제국의 수도 콘스탄티노폴리스 남쪽의 소아시아 북서부에 작은 베이국을 설립하면서 시작되었다. 1326년 오르한의 지도 아래 오스만인들은 인근의 부르사를 점령하여 소아시아에서 동로마를 완전히 몰아냈고, 1352년에는 갈리폴리를 통해 발칸 반도로 건너가 14세기 말까지 그 지역 대부분을 점령했다. 동시에 소아시아에 세워졌던 수많은 튀르크계 군소 공국들도 강성해진 오스만에게 대부분 복속하였다.
비록 15세기 초에 중앙아시아의 군벌인 티무르에게 패배하면서 한 차례 위기가 있긴 했으나, 나름대로 위기를 잘 넘긴 오스만 제국은 계속해서 팽창 정책을 실시하였다. 1453년 술탄 메흐메트 2세는 마침내 콘스탄티노폴리스를 함락시킴으로써 천년제국 동로마를 멸망시켰으며, 그 도시를 오스만 제국의 새로운 수도로 삼았다. 15세기 전체에 걸쳐 헝가리를 제외한 모든 발칸 지역이 오스만의 손아귀에 떨어졌으며 왈라키아, 몰다비아, 크림 칸국 등이 속국이 되었다. 1517년 술탄 셀림 1세는 동쪽으로 방향을 틀어 찰디란 전투에서 사파비 페르시아를 패퇴시키고 마르지 다비크 전투에서 맘루크군을 궤멸시켜, 추가로 레반트, 헤자즈, 메소포타미아, 이집트 등의 영토를 확보하였다.
제국은 16세기 쉴레이만 1세 시기에 최성기를 맞이하였다. 이때 오스만은 동쪽으로는 페르시아만에서 서쪽으로는 알제리까지, 남쪽으로는 예멘과 수단에서부터 북쪽으로는 헝가리와 우크라이나 일부까지 아우르는, 세 대륙에 걸친 대제국이었다. 또한 이 시기는 오스만 고전기의 정점으로서 문화, 예술 등이 번성했다. 제국은 빈 공방전 직전인 1683년에 최대 영토에 도달했다.
17세기에 접어들자 오스만 제국은 기나긴 쇠퇴를 시작했다. 특히 대항해시대가 열리고 유럽 국가들이 새로운 항로를 개척하여 오스만 제국에게 아시아 상품들을 수입하지 않게 되자 경제 문제가 심각해졌다. 또한 이전까지 제국의 팽창에 기여했던 예니체리들은 기득권층이 되면서 개혁과 신문물을 극렬히 반대하는 보수집단으로 변모한 상태였다. 오스만 술탄들은 분명하게 근대화 개혁의 필요성을 인식했고, 이를 19세기 초까지 (비록 꾸준하지는 않았지만) 시행했다. 그러나 그 성공의 정도는 다양했으며 또다른 관점에서 보자면 결과적으로는 실패했다. 유럽 열강들이 제국주의를 내세우며 세계 각지에 식민지를 건설하는 와중에도, 오스만 제국은 내부적으로 여러 문제가 산적해있었고 대외적으로는 오스트리아 제국과 러시아 제국에게 잇달아 패배하면서 국제 위상이 추락했을뿐만 아니라 이집트나 알제리 등의 영토가 상실되는 것을 막지 못했다. 이때의 오스만 제국은 "유럽의 병자"라는 소리를 들으면서 사실상 조롱거리가 되었고 유럽 세력이 오스만 제국의 쇠퇴에 관심을 가지면서 동방문제가 일어났다. 그와중에 발칸 반도에서는 민족주의가 대두되면서 그리스, 세르비아, 루마니아, 불가리아 등이 독립해나갔다.
오스만 제국은 마지막 노력으로서 제1차 세계대전에서 독일 제국과 오스트리아-헝가리의 편을 들어 참전했으나 연합국에게 처참하게 패배했고, 패전의 댓가로 영토가 분할되면서 사실상 종말을 맞았다. 튀르키예 독립 전쟁 이후인 1922년 11월 1일, 무스타파 케말 아타튀르크를 정부 수반으로 한 튀르키예 공화국이 출범하면서 술탄제가 공식적으로 폐지되었다.